# Richard Assheton Cross
Richard Assheton Cross, 1. vikomt Cross (Richard Assheton Cross, 1st Viscount Cross) (30. května 1823, Preston, Anglie – 8. ledna 1914, Broughton in Furness, Anglie) byl britský státník, významný představitel Konzervativní strany v 19. století. Během své politické kariéry byl dvakrát ministrem vnitra (1874–1880, 1885–1886), poté ministrem pro Indii (1886–1892). Od roku 1886 byl s titulem vikomta členem Sněmovny lordů. Naposledy byl členem vlády jako lord strážce tajné pečeti (1895–1900).

## Politická kariéra
Pocházel z rodiny připomínané od 17. století v hrabství Lancashire, byl synem Williama Crosse (1771–1827), smírčího soudce a zástupce místodržitele v Lancashire. Vystudoval v Cambridge a od mládí působil v Londýně jako advokát. V letech 1857–1862 a 1868–1885 byl členem Dolní sněmovny za Konzervativní stranu, ve volbách v roce 1868 proslul vítězstvím nad W. Gladstonem.
Patřil k vlivným řečníkům konzervativců a v Disraeliho vládě byl ministrem vnitra (1874–1880), od roku 1874 byl zároveň členem Tajné rady. Funkci ministra vnitra zastával i v prvním Salisburyho kabinetu (1885–1886), poté byl ministrem pro Indii (1886–1892). Se svým třetím vstupem do vlády byl zároveň povýšen na vikomta a stal se členem Sněmovny lordů (1886). Ve třetí Salisburyho vládě zastával nejprve post lorda kancléře vévodství lancasterského (1895), nakonec byl lordem strážcem tajné pečeti (1895–1900). Ze zdravotních důvodů odstoupil v listopadu 1900 a odešel do soukromí.
Ve vládních úřadech i v parlamentu se zasloužil o reformy ve školství, zdravotnictví a státní správě. Jako ministr pro Indii získal Řád indické hvězdy, později obdržel Řád lázně. Mimo jiné byl členem Královské společnosti, smírčím soudcem a zástupcem místodržitele v hrabství Lancashire. Získal čestné doktoráty na čtyřech univerzitách (Oxford, Cambridge, Leeds, St Andrews).

## Potomstvo
Jeho nejstarší syn William Henry Cross (1856–1892), poslanec Dolní sněmovny, zemřel předčasně, dědicem titulu se stal vnuk Richard Assheton Cross, 2. vikomt Cross (1882–1932). V další generaci rod vymřel, posledním nositelem titulu byl Assheton Henry Cross, 3. vikomt Cross (1920–2004).
Jeho synovec Charles Henry Cross (1852–1915) byl admirálem a superintendantem námořní základny Devonportu.